# MTV Video Music Awards 2022
MTV Video Music Awards 2022 – trzydziesta dziewiąta gala rozdania nagród MTV Video Music Awards, która odbyła się w niedzielę, 28 sierpnia 2022 roku po raz drugi w hali widowiskowo-sportowej Prudential Center w Newark, oraz była nadawana na kanałach MTV, MTV Polska, MTV2, VH1, MTV Classic, BET, Nick at Nite, CMT, Comedy Central, Logo TV, Paramount Network, TV Land, MTV Live, BET Her i MTVU. Nominacje zostały oficjalne ogłoszone  26 lipca 2022 roku za pośrednictwem serwisów społecznościowych oraz platformy YouTube. Najwięcej nominacji (po siedem) otrzymali Jack Harlow, Kendrick Lamar i Lil Nas X.
Nicky Minaj została uhonorowana nagrodą Michael Jackson Video Vanguard Award, wręczoną jej przez fanów. Red Hot Chili Peppers zostali uhonorowani nagrodą Global Icon Award.

## Gala
| Wykonawca             | Utwór |
| Przed właściwym show  | Przed właściwym show |
| --------------------- | --- |
| Saucy Santana         | "Booty" "Too Much" |
| Yung Gravy            | "Betty (Get Money)" |
| Dove Cameron          | "Boyfriend" "Breakfast" |
| Właściwe show         | |
| Jack Harlow Fergie    | "First Class" "Glamorous" |
| Lizzo                 | "About Damn Time" "2 Be Loved (Am I Ready)" |
| Blackpink             | "Pink Venom" |
| J Balvin Ryan Castro  | "Nivel de Perreo" |
| Khalid Marshmello     | "Numb" |
| Nicki Minaj           | Video Vanguard Medley "All Things Go" "Roman's Revenge" "Monster" "Beez in the Trap" "Chun-Li" "Moment 4 Life" Super Bass" "Anaconda" "Super Freaky Girl" |
| Eminem Snoop Dogg     | "From the D 2 the LBC" |
| Red Hot Chili Peppers | Global Icon Medley "Black Summer" "Can't Stop" |
| Anitta                | "Envolver" "Movimento da Sanfoninha" "Bola Rebola" "Vai Malandra" "Lobby"                                                                                 |
| Kane Brown            | "Grand" |
| Måneskin              | "Supermodel” |
| Bad Bunny             | "Tití Me Preguntó" |
| Panic! at the Disco   | "Don't Let the Light Go Out" |
| Extended Play Stage   | |
| Conan Gray            | "Disaster" "Memories" |
| Flo Milli             | "Conceited" "Bedtime" |
| JID                   | "Dance Now" "Surround Sound" |
| Lauren Spencer-Smith  | "Fingers Crossed" "Flowers" |

## Nagrody i nominacje
Zwycięzcy są wymienieni jako pierwsi i wyróżnieni pogrubioną czcionką
| Teledysk roku | Piosenka roku |
| --- | --- |
| - Taylor Swift – All Too Well: The Short Film - Doja Cat – "Woman" - Drake (featuring Future i Young Thug) – "Way 2 Sexy" - Ed Sheeran – "Shivers" - Harry Styles – "As It Was" - Lil Nas X i Jack Harlow – "Industry Baby" - Olivia Rodrigo – "Brutal" | - Billie Eilish – "Happier Than Ever" - Adele – "Easy on Me" - Doja Cat – "Woman" - Elton John i Dua Lipa – "Cold Heart (Pnau remix)" - Lizzo – "About Damn Time] - The Kid Laroi i Justin Bieber – "Stay" |
| Artysta roku | Zespół roku |
| - Bad Bunny - Drake - Ed Sheeran - Harry Styles - Jack Harlow - Lil Nas X - Lizzo | - BTS - Blackpink - City Girls - Foo Fighters - Imagine Dragons - Måneskin - Red Hot Chili Peppers - Silk Sonic |
| Najlepszy nowy artysta | Najlepsza współpraca |
| - Dove Cameron - Baby Keem - Gayle - Latto - Måneskin - Seventeen | - Lil Nas X i Jack Harlow – "Industry Baby" - Drake (featuring Future i Young Thug) – "Way 2 Sexy" - Elton John i Dua Lipa – "Cold Heart (Pnau remix)" - Megan Thee Stallion i Dua Lipa – "Sweetest Pie" - Post Malone i The Weeknd – "One Right Now" - Rosalía (featuring The Weeknd) – "La Fama" - The Kid Laroi i Justin Bieber – "Stay" |
| Teledysk popowy | Teledysk Hip Hop |
| - Harry Styles – "As It Was" - Billie Eilish – "Happier Than Ever" - Doja Cat – "Woman" - Ed Sheeran – "Shivers" - Lizzo – "About Damn Time" - Olivia Rodrigo – "Traitor" | - Nicki Minaj (featuring Lil Baby) – "Do We Have a Problem?" - Eminem and Snoop Dogg – "From the D 2 the LBC" - Future (featuring Drake i Tems) – "Wait for U" - Kendrick Lamar – "N95" - Latto – "Big Energy" - Pusha T – "Diet Coke" |
| Teledysk R&B | Teledysk K-popowy |
| - The Weeknd – "Out of Time" - Alicia Keys – "City of Gods (Part II)" - Chlöe – "Have Mercy" - H.E.R. – "For Anyone" - Normani (featuring Cardi B) – "Wild Side" - Summer Walker, SZA i Cardi B – "No Love" (Extended Version) | - Lisa – "Lalisa" - BTS – "Yet to Come (The Most Beautiful Moment)" - Itzy – "Loco" - Seventeen – "Hot" - Stray Kids – "Maniac" - Twice – "The Feels" |
| Teledysk latynoski | Teledysk Rock |
| - Anitta – "Envolver - Bad Bunny – "Tití Me Preguntó" - Becky G i Karol G – "Mamiii" - Daddy Yankee – "Remix" - Farruko – "Pepas" - J Balvin i Skrillex – "In da Getto" | - Red Hot Chili Peppers – "Black Summer" - Foo Fighters – "Love Dies Young" - Jack White – "Taking Me Back" - Muse – "Won't Stand Down" - Shinedown – "Planet Zero" - Three Days Grace – "So Called Life" |
| Teledysk alternatywny | Najlepszy występ w serii Push |
| - Måneskin – "I Wanna Be Your Slave" - Avril Lavigne (featuring Blackbear) – "Love It When You Hate Me" - Imagine Dragons i JID – "Enemy" - Machine Gun Kelly (featuring Willow) – "Emo Girl" - Panic! at the Disco – "Viva Las Vengeance" - Twenty One Pilots – "Saturday" - Willow i Avril Lavigne (featuring Travis Barker) – "Grow" | - Seventeen – "Rock With You" - Griff – "One Night" - Remi Wolf – "Sexy Villain" - Nessa Barrett – "I Hope Ur Miserable Until Ur Dead" - Mae Muller – "Better Days" - Gayle – "ABCDEFU" - Shenseea – "R U That" - Omar Apollo – "Tamagotchi" - Wet Leg – "Chaise Longue" - Muni Long – "Baby Boo" - Doechii – "Persuasive" |
| Najlepszy teledysk długoformatowy | Teledysk ze społecznym przekazem |
| - Taylor Swift – All Too Well: The Short Film - Billie Eilish – Happier Than Ever: A Love Letter to Los Angeles - Foo Fighters – Studio 666 - Kacey Musgraves – Star-Crossed - Madonna – Madame X | - Lizzo – "About Damn Time" - Kendrick Lamar – "The Heart Part 5" - Latto – "Pussy" - Rina Sawayama – "This Hell" - Stromae – "Fils de Joie" |
| Najlepsza reżyseria | Najlepsza scenografia i dekoracja wnętrz |
| - Taylor Swift – All Too Well: The Short Film (Reżyser: Taylor Swift) - Baby Keem i Kendrick Lamar – "Family Ties" (Reżyser: Dave Free) - Billie Eilish – "Happier Than Ever" (Reżyser: Billie Eilish) - Ed Sheeran – "Shivers" (Reżyser: Dave Meyers) - Harry Styles – "As It Was" (Reżyser: Tanu Muino) - Lil Nas X i Jack Harlow – "Industry Baby" (Reżyser: Christian Breslauer) | - Lil Nas X i Jack Harlow – "Industry Baby" (scenograf: Alex Delgado) - Adele – "Oh My God" (scenograf: NuCalifornia) - Doja Cat – "Get Into It (Yuh)" (scenograf: Matt Sokoler) - Drake (featuring Future i Young Thug) – "Way 2 Sexy" (scenograf: Keith Raywood) - Kacey Musgraves – "Simple Times" (scenograf: K. K. Barrett i Alan Petherick) - Megan Thee Stallion i Dua Lipa – "Sweetest Pie" (scenograf: Tyler Evans)                                                                          |
| Najlepsza choreografia | Najlepsze zdjęcia |
| - Doja Cat – "Woman" (choreograf: "Fullout Cortland" (Cortland Brown)) - BTS – "Permission to Dance" (choreograf: Big Hit Music Performance Directing Team) - FKA Twigs (featuring The Weeknd) – "Tears in the Club" (choreograf: Sean Bankhead i Zoï Tatopoulos) - Harry Styles – "As It Was" (choreograf: Yoann Bourgeois) - Lil Nas X i Jack Harlow – "Industry Baby" (choreograf: Sean Bankhead) - Normani (featuring Cardi B) – "Wild Side" (choreograf: Sean Bankhead) | - Harry Styles – "As It Was" (zdjęcia: Nikita Kuzmenko) - Baby Keem i Kendrick Lamar – "Family Ties" (zdjęcia: Bruce Cole) - Camila Cabello (featuring Ed Sheeran) – "Bam Bam" (zdjęcia: David Bolen) - Kendrick Lamar – "N95" (zdjęcia: Adam Newport-Berra) - Normani (featuring Cardi B) – "Wild Side" (zdjęcia: Nikita Kuzmenko) - Taylor Swift – All Too Well: The Short Film (zdjęcia: Rina Yang)                                                                                                |
| Najlepszy montaż | Najlepsze efekty specjalne |
| - Rosalía – "Saoko" (montaż: Valentin Petit and Jon Echeveste) - Baby Keem i Kedrick Lamar – "Family Ties" (montaż: Neal Farmer) - Doja Cat – "Get Into It (Yuh)" (montaż: Mike Diva) - Olivia Rodrigo – "Brutal" (montaż: Alyssa Oh from Rock Paper Scissors) - Taylor Swift – All Too Well: The Short Film (montaż: Ted Guard) - The Weeknd – "Take My Breath" (montaż: Nick Rondeau) | - Lil Nas X i Jack Harlow – "Industry Baby" (efekty specjalne: Cameo FX) - Billie Eilish – "Happier Than Ever" (efekty specjalne: Ingenuity Studios) - Coldplay i BTS – "My Universe" (efekty specjalne: AMGI, BUF, Ingenuity, Rodeo FX i Territory Studio) - Kendrick Lamar – "The Heart Part 5" (efekty specjalne: Deep Voodoo) - Megan Thee Stallion i Dua Lipa – "Sweetest Pie" (efekty specjalne: Mário Dubec at UPP) - The Kid Laroi i Justin Bieber – "iStay" (efekty specjalne: Digital Axis) |
| Najlepsza piosenka wakacji | Najlepszy występ wirtualny (Best Metaverse Performance) |
| - Jack Harlow – "First Class" - Bad Bunny i Chencho Corleone – "Me Porto Bonito" - Beyoncé – "Break My Soul" - Charlie Puth (featuring Jungkook) – "Left and Right" - Doja Cat – "Vegas" - Future (featuring Drake i Tems) – "Wait for U" - Harry Styles – "Late Night Talking" - Kane Brown – "Grand" - Latto i Mariah Carey (featuring DJ Khaled) – "Big Energy (Remix)" - Lizzo – "About Damn Time" - Marshmello i Khalid – "Numb" - Nicki Minaj – "Super Freaky Girl" - Nicky Youre and dazy – "Sunroof" - Post Malone (featuring Doja Cat) – "I Like You (A Happier Song)" - Rosalía – "Bizcochito" - Steve Lacy – "Bad Habit" | - Blackpink the Virtual (PUBG) - BTS (Minecraft) - Charli XCX (Roblox) - Justin Bieber – An Interactive Virtual Experience (Wave) - Rift Tour (featuring Ariana Grande) (Fortnite) - Twenty One Pilots Concert Experience (Roblox) |
| MTV Video Vanguard Award | |
| Nicki Minaj | |
| Global Icon Award | |
| Red Hot Chili Peppers | |